# Sig Station
Sig Station er en dansk jernbanestation i stationsbyen Sig i Vestjylland.
Stationen ligger på strækningen Esbjerg-Struer. Den åbnede i 1875, da jernbanestækningen Varde – Ringkøbing blev indviet. Den er nu nedgraderet til trinbræt, og de gamle stationsbygninger er blevet til Børnehaven Trinbrættet.